# La Soledad Carrizo
La Soledad Carrizo är en ort i Mexiko.   Den ligger i kommunen Santiago Tetepec och delstaten Oaxaca, i den sydöstra delen av landet, 400 km söder om huvudstaden Mexico City. La Soledad Carrizo ligger 749 meter över havet och antalet invånare är 294.
Terrängen runt La Soledad Carrizo är kuperad åt nordost, men åt sydväst är den bergig. Runt La Soledad Carrizo är det glesbefolkat, med 18 invånare per kvadratkilometer. Närmaste större samhälle är Santa Catarina Mechoacán, 19,7 km väster om La Soledad Carrizo. I omgivningarna runt La Soledad Carrizo växer huvudsakligen savannskog.